# Hanna Kosonen
Hanna Leena Kosonen, född 27 februari 1976 i Nyslott, är en finländsk politiker (Centern i Finland) och före detta skidorienterare. Hon var Finlands forsknings- och kulturminister 2019–2020.
År 2000 tog hon VM-guld i stafett och VM-brons i långdistans i skidorientering.
Kosonen blev invald i riksdagen i riksdagsvalet 2015 med 6 600 röster från Sydöstra Finlands valkrets. Hon omvaldes i riksdagsvalet 2019 med 5 583 röster och i riksdagsvalet 2023 med 5 147 röster.